# Velkommen til Danmark (dokumentarfilm fra 1951)
|  | Denne artikel er oprettet af botten Steenthbot ud fra en ekstern database. Den kan derfor have sproglige fejl eller mangler. Denne skabelon kan fjernes efter kontrol af indholdet. |

 For alternative betydninger, se Velkommen til Danmark. (Se også artikler, som begynder med Velkommen til Danmark)
Velkommen til Danmark er en dansk dokumentarfilm fra 1951 instrueret af Arne Jensen og efter manuskript af Albert Mertz.

## Handling
En præsentation af Danmark, som det tager sig ud for en turist: Landskaber ved forårstid, badning, tunfiskeri, sporvognskørsel og havnerundfart.
Følgende byer og steder ses i filmen: Helsingør, Kalundborg, Kronborg, Køge, Roskilde, Vordingborg, Møns klint, Bornholm, Storebælt, Odense, Lillebæltsbroen, Aalborg, Århus, Esbjerg, Ribe, Skagen, Vestkysten og København med Amalienborg og Tivoli.